# Crestview (Kentucky)
Crestview – miasto w Stanach Zjednoczonych, w stanie Kentucky, w hrabstwie Campbell.